# Marine-HJ

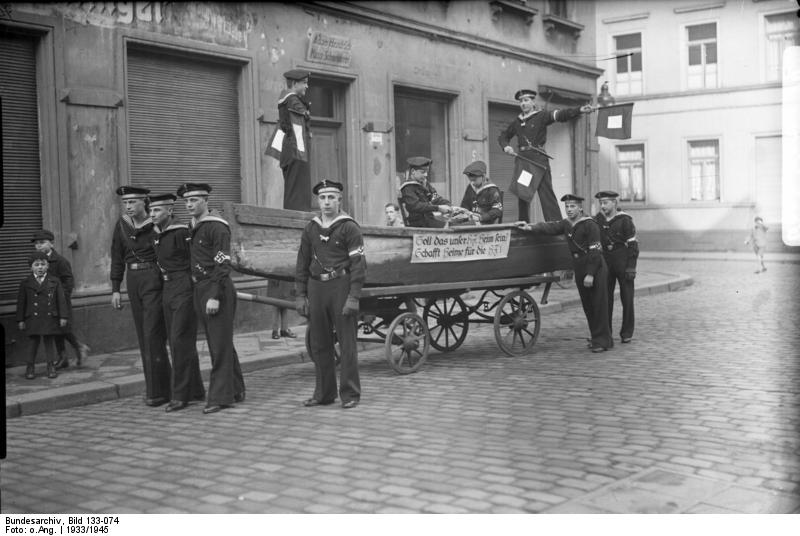
Zug der Marine-HJ mit einer Werbung für HJ-Heime (1933)

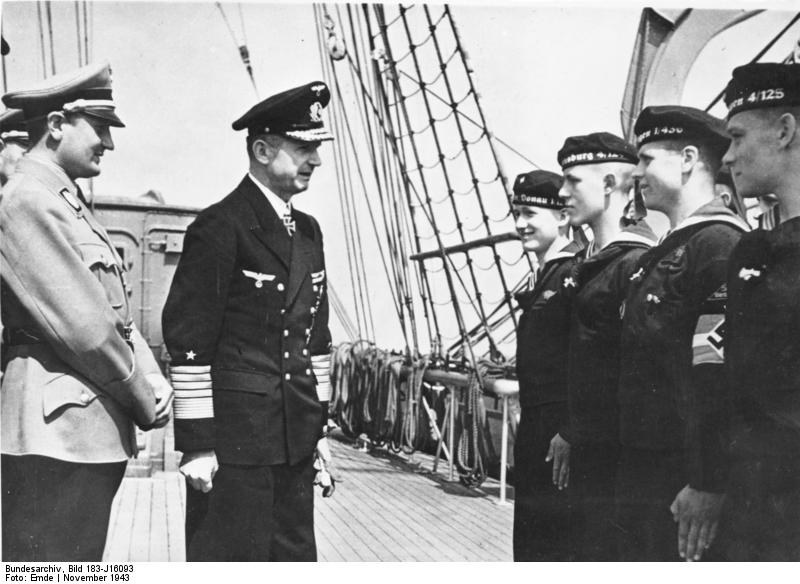
Angetretene Marine-Hitlerjugend neben Karl Dönitz und Artur Axmann

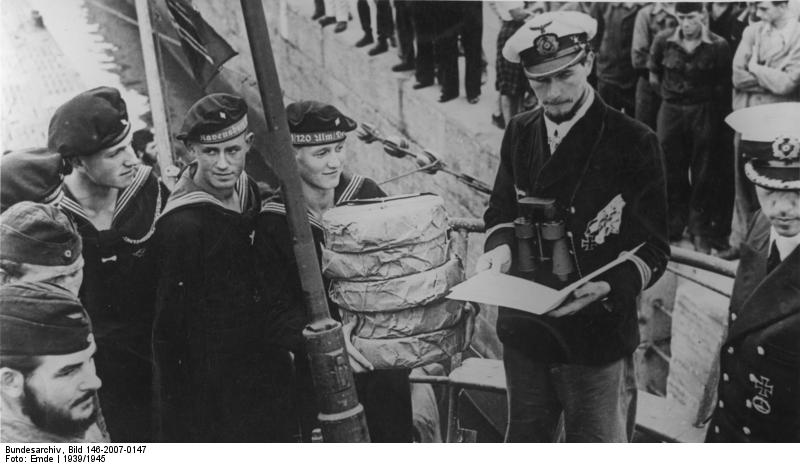
Marine-Hitlerjugend beim Besuch eines U-Bootes

Die Marine-HJ war innerhalb der Hitlerjugend eine Sonderformation wie die Nachrichten-, Motor- und Flieger-HJ und die Spielscharen. Sie diente der Nachwuchsschulung der Kriegsmarine, später sollte sie den notwendigen Ersatz für diese stellen. Mit Blick auf das angestrebte Kriegsziel der Nationalsozialisten sollten die 'deutsche Seegeltung' ideologisch verankert und nach einem vermeintlichen Endsieg die Absolventen zum Aufbau der dann notwendigen Handelsflotte herangezogen werden.
Die Marine-HJ wurde 1935 als eigenständige Sonderformation eingerichtet und Vizeadmiral a. D. Adolf von Trotha vom Reichsjugendführer Baldur von Schirach zum Ehrenführer ernannt. Die Seeoffiziere Georg Roedenbeck (bis April 1939, dann wieder in der Kriegsmarine aktiv), Helmut Leißner (ab Mai 1939) und Hans-Karl Loewer hatten die eigentliche Führung inne und damit eine enge Bindung an die Kriegsmarine. Die Posten in der Marine-HJ waren häufig mit Angehörigen des Reichsbannes Seeschiffahrt und des Reichsbannes Binnenschiffahrt, welcher durch Roedenbeck organisiert worden war, besetzt. Ab November 1937 war Roedenbeck Reichsinspektor der Marine-HJ gewesen. Diese Dienststelle wurde im Mai 1942 geschlossen.
Ab 1935 gab es in Prieros (Brandenburg) und Seemoos (Bodensee) zwei, 1943 insgesamt sechs Reichsseesportschulen, Inhalte der Schulungen wurden durch die Anforderungen der Kriegsmarine bestimmt.